# Fortalesa de Josefov

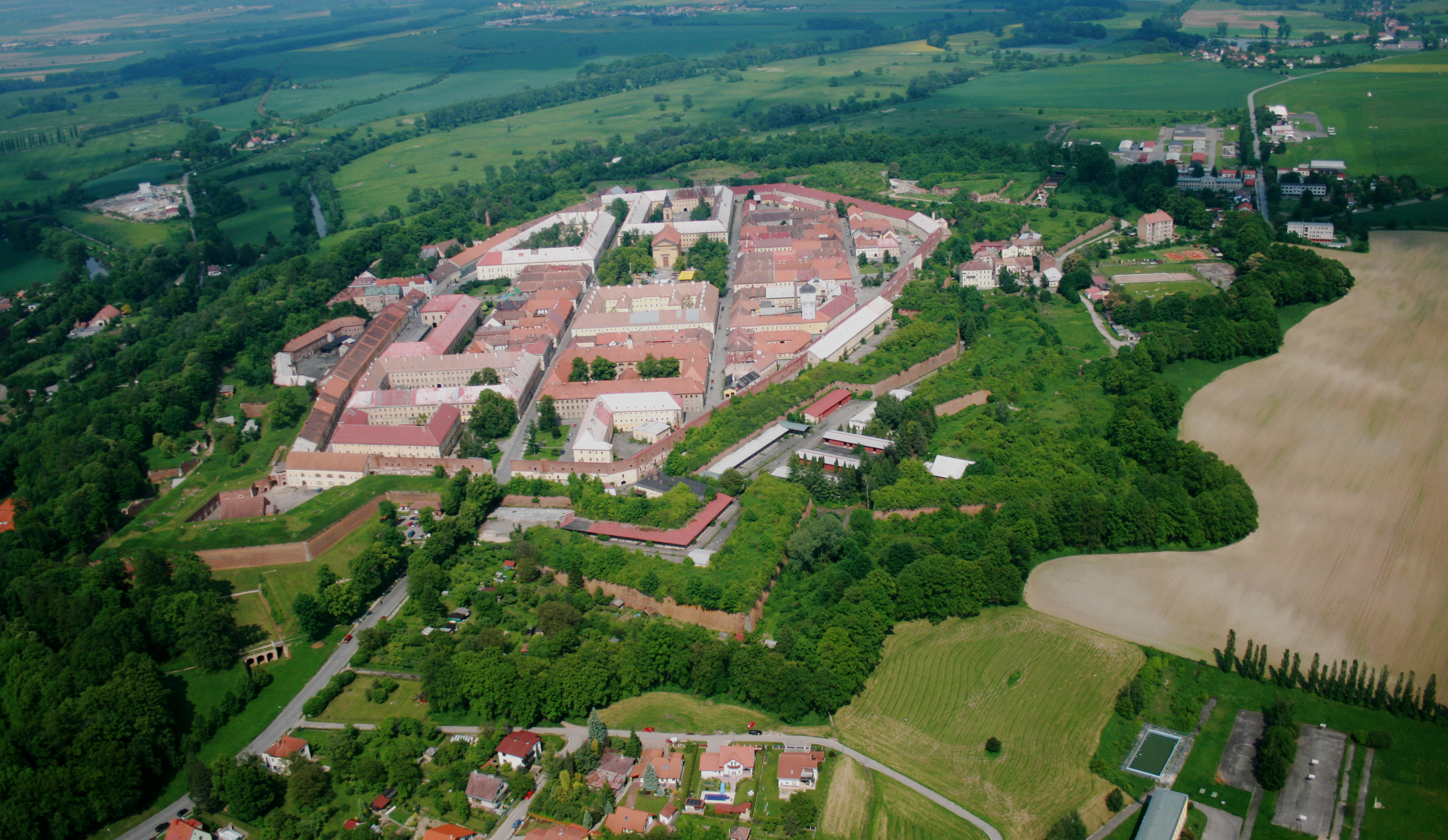
Vista aèria de la fortalesa de Josefov

Fortalesa de Josefov (txec: Pevnost Josefov, alemany: Josefstadt o Josephstadt) és un gran complex històric de defensa d'arquitectura militar del segle XVIII a Jaroměř a la regió de Hradec Králové a la República Txeca. Va ser construït entre 1780 i 1787. Juntament amb la fortalesa de Terezín, es va construir per protegir-se dels atacs de Prússia, però la seva importància militar, com altres fortaleses d'aquest tipus construïdes a tot Europa, era mínima, ja que sovint es lliuraven batalles decisives en altres llocs. El 1948 va passar a formar part de la ciutat de Jaroměř.

## Disseny
Després de la coronació de l'emperador Josep II, es van començar a construir noves fortificacions per a la defensa de la frontera nord de l'Imperi. La defensa de Moràvia va ser confiada a Olomouc, que va ser fortificada per poderosos forts. Quan es va acabar l'obra, la fortificació de Hradec Králové va començar entre 1766-88. El mateix emperador Josep II va fer construir la fortalesa de Josefov al voltant de la zona de Plesy, prop de la ciutat de Jaroměř.
Dissenyada per l'arquitecte francès Claude Benoît Duhamel de Querlonde i fortificada per murs de maó de forma octogonal, semblants a un baluard, que s'estenen al llarg de 289 hectàrees, la fortalesa és un sistema de fortificacions en forma d'amfiteatre amb amplis passadissos subterranis profunds de tres pisos formats a roques cretàcies, i travessant un laberint de 45 quilòmetres, com no es poden trobar en cap altre lloc d'Europa. Tenia tres seccions diferents: la fortalesa principal amb la seva funció residencial i pública, la fortalesa de la Corona inferior amb una illa fortificada i un reducte davanter a la fortalesa de Brdce. La ciutat tenia quatre portes. La part dominant de tota la fortalesa de Josefov és l'Església de l'Imperi, que es va construir entre 1805-10. Va ser dissenyat per Heinrich Hatzinger, Julius D'Andreis i Franz Joseph Fohmann. Abans d'això, hi havia una font al mateix lloc, que va ser feta pel txec J. Malinský l'any 1817.
La fortalesa de Josefov es va anomenar originalment Ples, i només més tard, el 1793, va ser rebatejada com a Josefov. L'any 1948 la ciutat fortalesa es va incorporar a Jaroměř i avui és una reserva de monuments urbans que conserva les tècniques de construcció militar del segle XVIII i l'urbanisme classicista.

## Avui dia
Amb els anys, la fortalesa s'ha convertit en un barri residencial. El festival de música de metall extrem més gran d'⁣Europa Central, Brutal Assault, té lloc aquí cada agost, amb els escenaris de música construïts contra les parets exteriors. Fans del metall extrem d'arreu d'Europa ocupen la fortalesa durant quatre dies cada any.

## Galeria

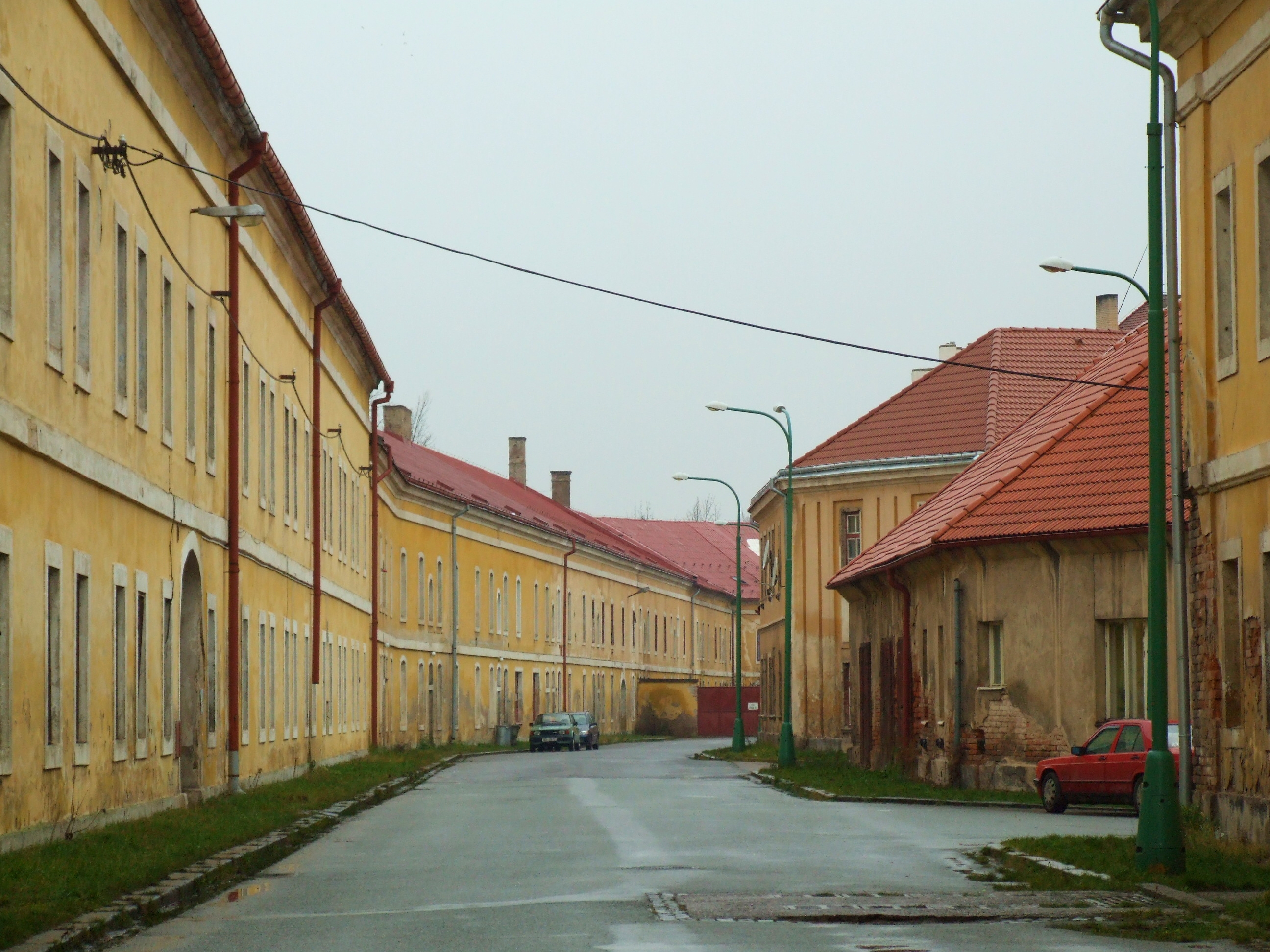
Cases al lloc de la fortalesa de Josefov
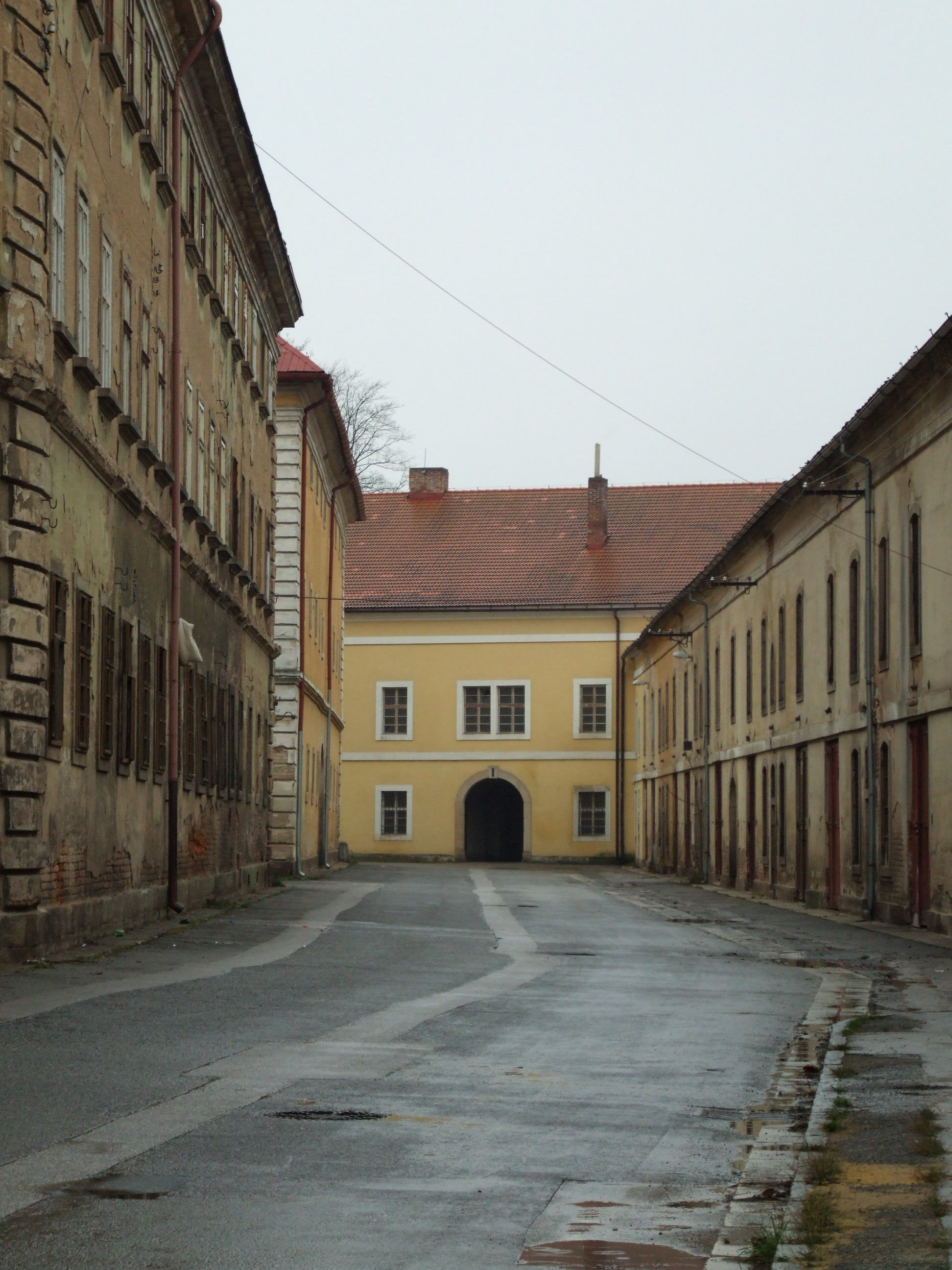
Fortalesa de Josefov
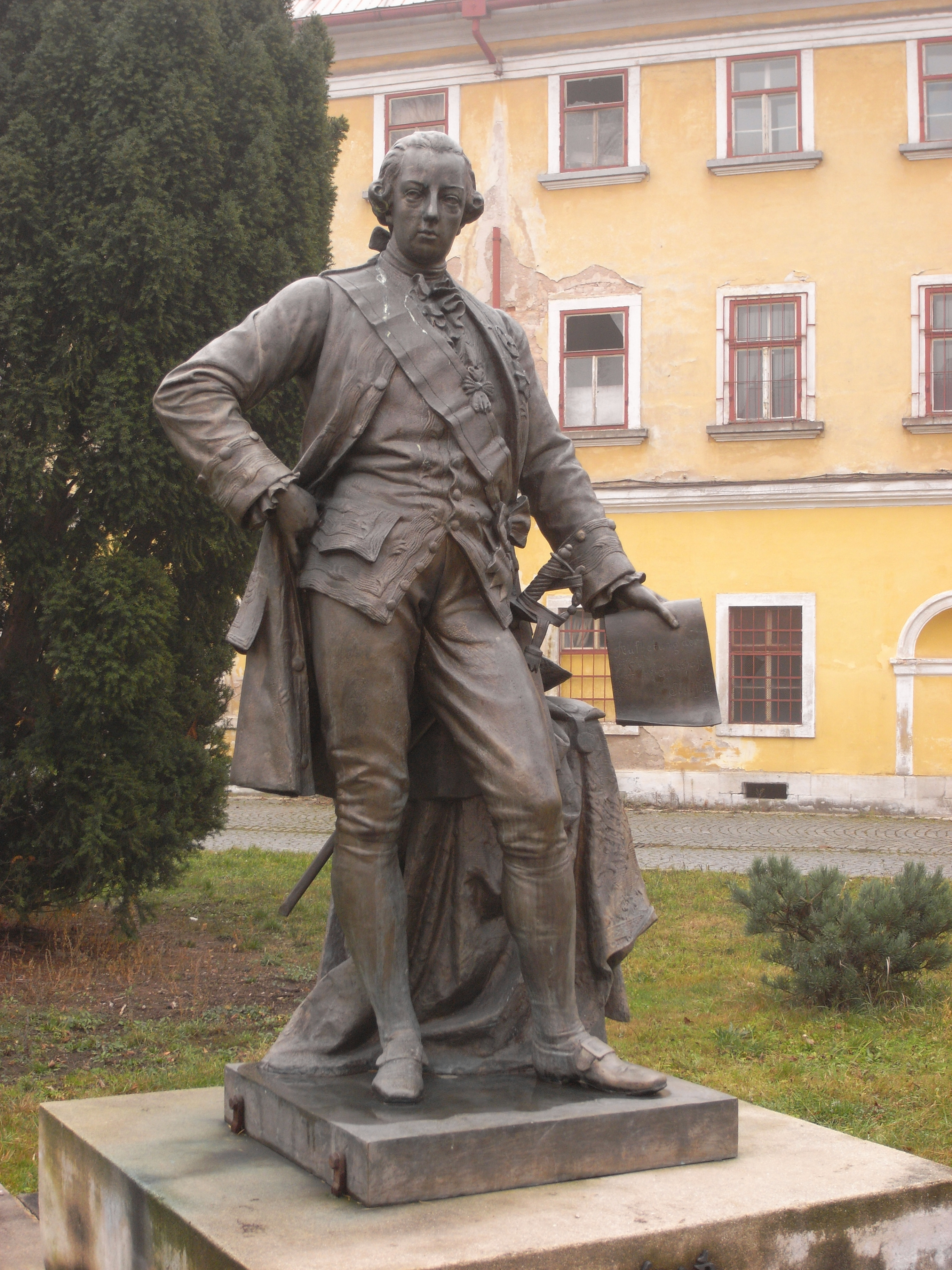
Estàtua de l'emperador Josep II
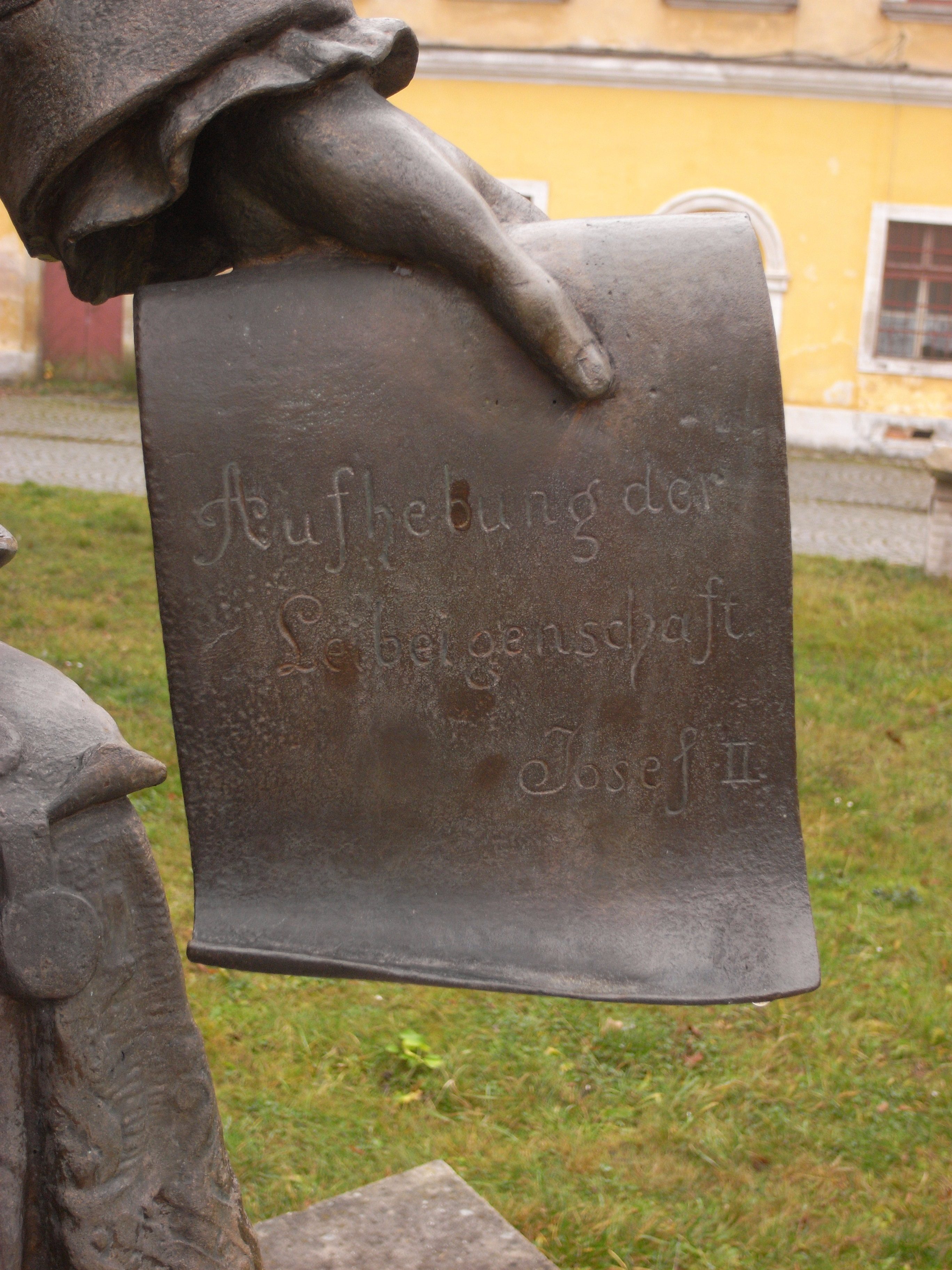
Detall del decret sobre l'estàtua de l'emperador Josep II